# Diso
Diso (Disu in dialetto salentino) è un comune italiano di 2 776 abitanti della provincia di Lecce in Puglia
Situato nel versante orientale della penisola salentina, include un breve tratto del litorale adriatico del basso Salento. Comprende anche la frazione di Marittima.

## Geografia fisica

### Territorio
Il territorio del comune di Diso, che si estende per 11,56 km², si affaccia sul litorale adriatico per circa 4 km con la località balneare di Marina di Marittima. È situato a 99 m s.l.m.
Confina a nord con il comune di Ortelle, a ovest con il comune di Spongano, a sud con il comune di Andrano, a est con il comune di Castro e con il mar Adriatico.
Dall'ottobre 2006 parte del territorio comunale rientra nel Parco Costa Otranto - Santa Maria di Leuca e Bosco di Tricase, istituito dalla Regione Puglia allo scopo di salvaguardare la costa orientale del Salento, ricca di pregiati beni architettonici e di importanti specie animali e vegetali.
- Classificazione sismica: zona 4 (sismicità molto bassa), Ordinanza PCM n. 3274 del 20/03/2003.

### Clima
Dal punto di vista meteorologico Diso rientra nel territorio del basso Salento che presenta un clima prettamente mediterraneo, con inverni miti ed estati caldo umide. In base alle medie di riferimento, la temperatura media del mese più freddo, gennaio, si attesta attorno ai +17,2 °C, mentre quella del mese più caldo, agosto, si aggira sui +26,1 °C. Le precipitazioni medie annue, che si aggirano intorno ai 910 mm.
Facendo riferimento alla ventosità, i comuni del basso Salento risentono debolmente delle correnti occidentali grazie alla protezione determinata dalle serre salentine che creano un sistema a scudo. Al contrario le correnti autunnali e invernali da sud-est, favoriscono in parte l'incremento delle precipitazioni, in questo periodo, rispetto al resto della penisola.
| Diso                            | Mesi | Mesi | Mesi | Mesi | Mesi | Mesi | Mesi | Mesi | Mesi | Mesi | Mesi | Mesi | Stagioni | Stagioni | Stagioni | Stagioni | Anno |
| Diso                            | Gen  | Feb  | Mar  | Apr  | Mag  | Giu  | Lug  | Ago  | Set  | Ott  | Nov  | Dic  | Inv      | Pri      | Est      | Aut      | Anno |
| ------------------------------- | ---- | ---- | ---- | ---- | ---- | ---- | ---- | ---- | ---- | ---- | ---- | ---- | -------- | -------- | -------- | -------- | ---- |
| T. max. media (°C)              | 20,3 | 21,8 | 23,2 | 25,0 | 25,8 | 26,6 | 26,9 | 27,2 | 26,8 | 25,2 | 23,0 | 21,0 | 21,0     | 24,7     | 26,9     | 25,0     | 24,4 |
| T. min. media (°C)              | 14,2 | 15,5 | 16,8 | 18,9 | 22,8 | 24,0 | 24,6 | 25,0 | 24,8 | 22,0 | 19,3 | 15,1 | 14,9     | 19,5     | 24,5     | 22,0     | 20,3 |
| Giorni di calura (Tmax ≥ 30 °C) | 1    | 1    | 3    | 5    | 6    | 7    | 10   | 12   | 9    | 7    | 2    | 1    | 3        | 14       | 29       | 18       | 64   |
| Giorni di gelo (Tmin ≤ 0 °C)    | 0    | 0    | 0    | 0    | 0    | 0    | 0    | 0    | 0    | 0    | 0    | 0    | 0        | 0        | 0        | 0        | 0    |
| Precipitazioni (mm)             | 79   | 72   | 74   | 73   | 77   | 78   | 72   | 70   | 74   | 79   | 82   | 80   | 231      | 224      | 220      | 235      | 910  |
| Giorni di pioggia               | 8    | 7    | 8    | 8    | 7    | 8    | 8    | 8    | 9    | 9    | 10   | 9    | 24       | 23       | 24       | 28       | 99   |
| Giorni di nebbia                | 4    | 4    | 6    | 5    | 3    | 4    | 5    | 3    | 6    | 10   | 10   | 11   | 19       | 14       | 12       | 26       | 71   |
| Umidità relativa media (%)      | 79,0 | 78,9 | 78,6 | 77,8 | 75,7 | 71,1 | 68,4 | 70,2 | 75,4 | 79,3 | 80,8 | 80,4 | 79,4     | 77,4     | 69,9     | 78,5     | 76,3 |

- Classificazione climatica di Diso:[6]
  - Zona climatica: C
  - Gradi giorno: 1246

## Origini del nome
L'origine del nome potrebbe derivare dalla parola messapica Dizos, che significa città fortificata. Si suppone anche che l'etimologia derivi da Disìo, cioè desiderio di abitarci. Nei vari documenti storici è citata come Disum o anche Dixum.

## Storia
Le origini di Diso sembrerebbero risalire all'età del bronzo, come fa supporre il ritrovamento del menhir Vardare, di un pugnale del periodo neolitico (2500 a.C.) e di una pietra con iscrizione messapica. Il paese sarebbe stato fondato nell'VIII secolo a.C., come sede di un centro messapico la cui denominazione, "Dizos", che significa "città fortificata", fa riferimento al suo ruolo difensivo. Per certo si può affermare che il centro di Diso esisteva già prima dell'XI secolo, certezza confortata dall'epigrafe esistente sul prospetto dell'attuale chiesa matrice, la quale sottolinea come l'edificazione dell'odierna costruzione, sia avvenuta sulle rovine della vecchia chiesa edificata certamente nell'anno 1003.
A partire dall'XI secolo, la storia di Diso s'intreccia con le vicissitudini della vicina Castro. Dal 1085, epoca di elevazione di Castro a contea, fino al 1537 quando le scorrerie turche ridussero Castro in rovina, Diso assunse il ruolo di casale di Castro. Nel XVII secolo, dopo la rovina di Castro, Diso divenne il centro più importante della contea essendo lo stesso il più popolato e anche il meglio disposto topograficamente. Per tutto il Seicento il centro ebbe una grande espansione edilizia e un accentuato aumento demografico. La popolazione era dedita esclusivamente all'agricoltura, ma vi erano anche numerosi professionisti quali notai e medici. Dal XVIII secolo iniziò una lenta decadenza di Diso dovuta soprattutto a un lungo periodo di siccità che determinò un forte flusso migratorio verso casali più fertili. Tuttavia i pochi abitanti rimasti acquistarono nel 1715 le due statue in legno dei Santi Apostoli Filippo e Giacomo, ancora oggi venerate. Nel 1758 venne eretta una nuova chiesa dando vita a una rinascita sotto tutti gli aspetti economici. Questo fu anche il periodo di maggior splendore per il locale convento dei Frati Cappuccini.
L'inizio dell'Ottocento, segnò l'inizio di una nuova epoca per Diso, che grazie alle leggi napoleoniche del 1806, si vide elevare a capoluogo di comune con le frazioni di Marittima, Castro, Andrano, Castiglione e Vignacastrisi le ultime tre nel 1809 verranno distaccate da Diso in quanto Andrano diventa comune autonomo insieme a Castiglione e Vignacastrisi diventa frazione di Ortelle. Per oltre un secolo, i tre centri hanno fatto vita in comune, con le maggiori attività concentrate a Diso, sino a quando le frazioni di Marittima e Castro  sono divenute più grandi del capoluogo che ha dovuto, nel corso degli anni, concedere ai due centri diversi uffici e servizi (scuola media, ufficio anagrafe, le farmacie). Diverse nel corso dei decenni sono state le battaglie, molto spesso campanilistiche, tra i tre centri, che sono state quasi sempre risolte, anche se con molti compromessi sino al 1977, anno in cui Castro, ottenuta l'autonomia, è divenuto comune autonomo. Dal 1977 Diso continua la sua storia comunale con la sola frazione di Marittima.

### Simboli
Profilo araldico dello stemma:
Profilo araldico del gonfalone:

## Monumenti e luoghi d'interesse

### Architetture religiose

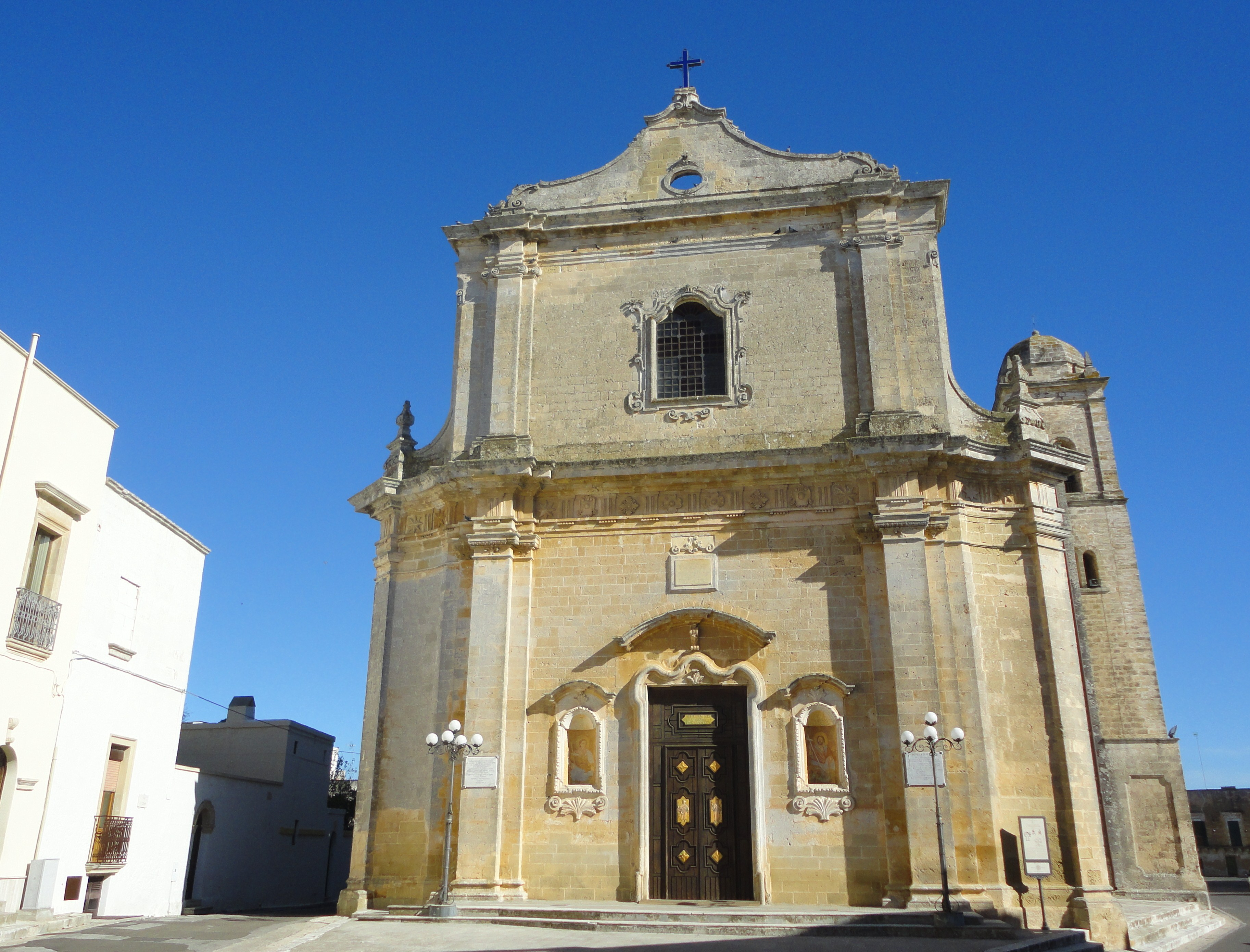
Chiesa madre

- Chiesa dei Santi Filippo e Giacomo, fu riedificata nel 1758 sul luogo dell'antica chiesa parrocchiale risalente all'XI secolo. Fu realizzata dai copertinesi Preite, una delle famiglie di costruttori salentini più attiva e richiesta in Terra d'Otranto nel XVIII secolo. La facciata in carparo è caratterizzata da un semplice portale d'ingresso affiancato da due nicchie nella quale sono raffigurati i santi protettori. Il campanile, lesionato dall'uragano del 10 settembre 1832, fu sostituito nel 1903, sul progetto di Gennaro Bacile di Castiglione, da quello attuale, alto venticinque metri. L'interno, a croce latina, accoglie gli altari dedicati a san Francesco di Paola, a sant'Agata e santa Lucia, alla Madonna del Carmine e all'Immacolata. Nel transetto vi sono l'altare della Madonna del Rosario e quello di sant'Anna. L'abside, arricchita dal coro ligneo e dalle tele raffiguranti il Martirio dei Santi Filippo e Giacomo, San Pietro, San Paolo, l'Uccisione di Abele e il Sacrificio di Abramo, è dominato dall'altare maggiore dedicato agli apostoli Filippo e Giacomo.

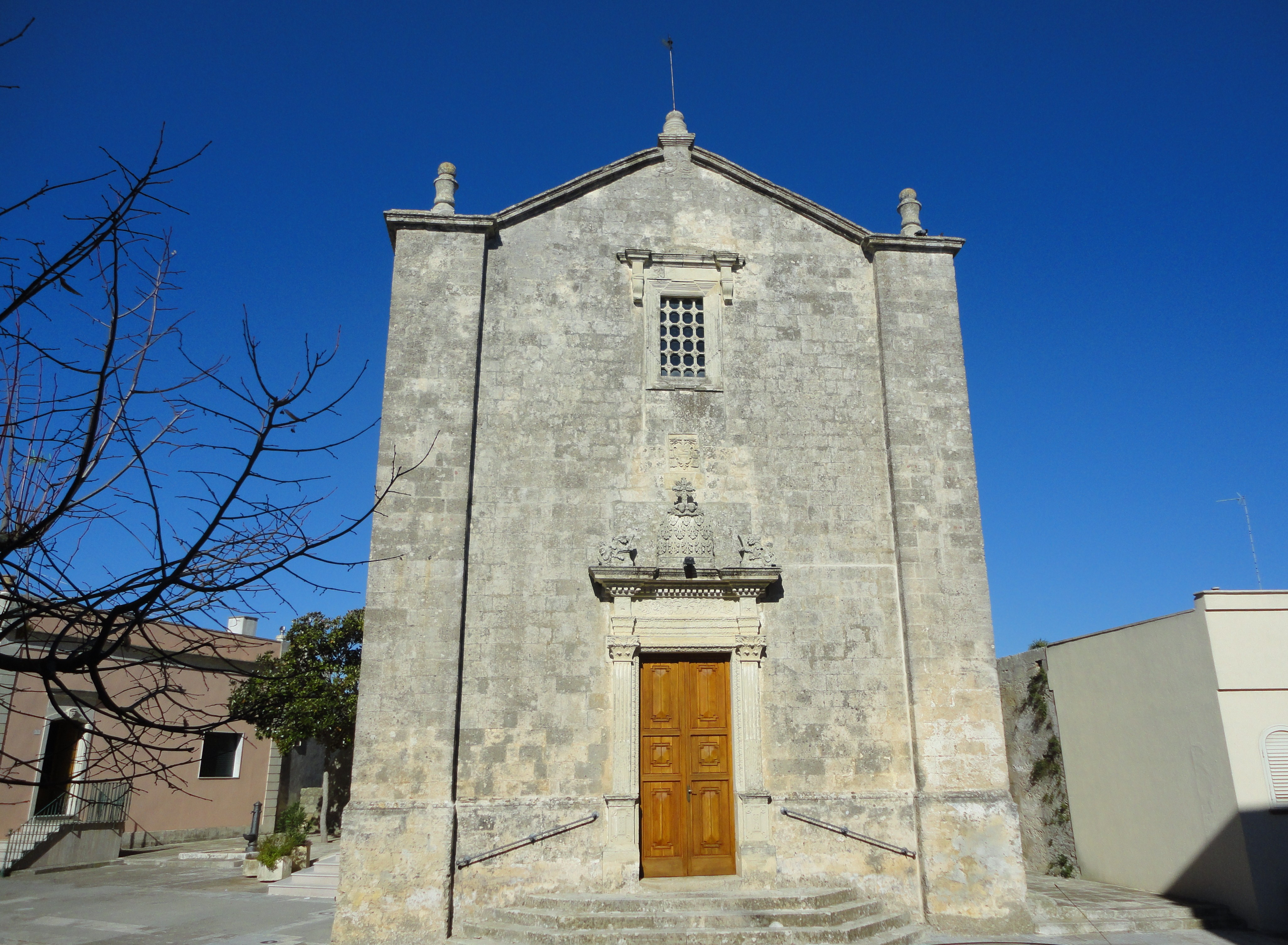
Chiesa della Madonna Immacolata

- Chiesa dell'Immacolata, fu costruita nel 1664 durante l'episcopato di Annibale Sillano (Vescovo di Castro dal 6 ottobre 1653 al febbraio 1666), come indica lo stemma presente tra il finestrone e il portale della facciata. Il semplice prospetto, inquadrato fra due robuste paraste angolari, possiede un portale d'ingresso barocco, decorato sulla sommità da foglie d'acanto disposte a pigna e da una croce. L'interno, ad aula unica rettangolare, è caratterizzato lungo il perimetro dagli scanni in legno per i priori e per i confratelli. La chiesa è infatti sede, fin dalla costruzione, della Confraternita dell'Immacolata ed è tuttora officiata a cura della stessa. Lungo le pareti laterali una serie di medaglioni dipinti su tela con cornici scolpite in pietra illustrano i momenti della vita di Maria. L'altare maggiore, in pietra leccese policroma, è dominato da una grande pala raffigurante la Vergine Immacolata tra santi.

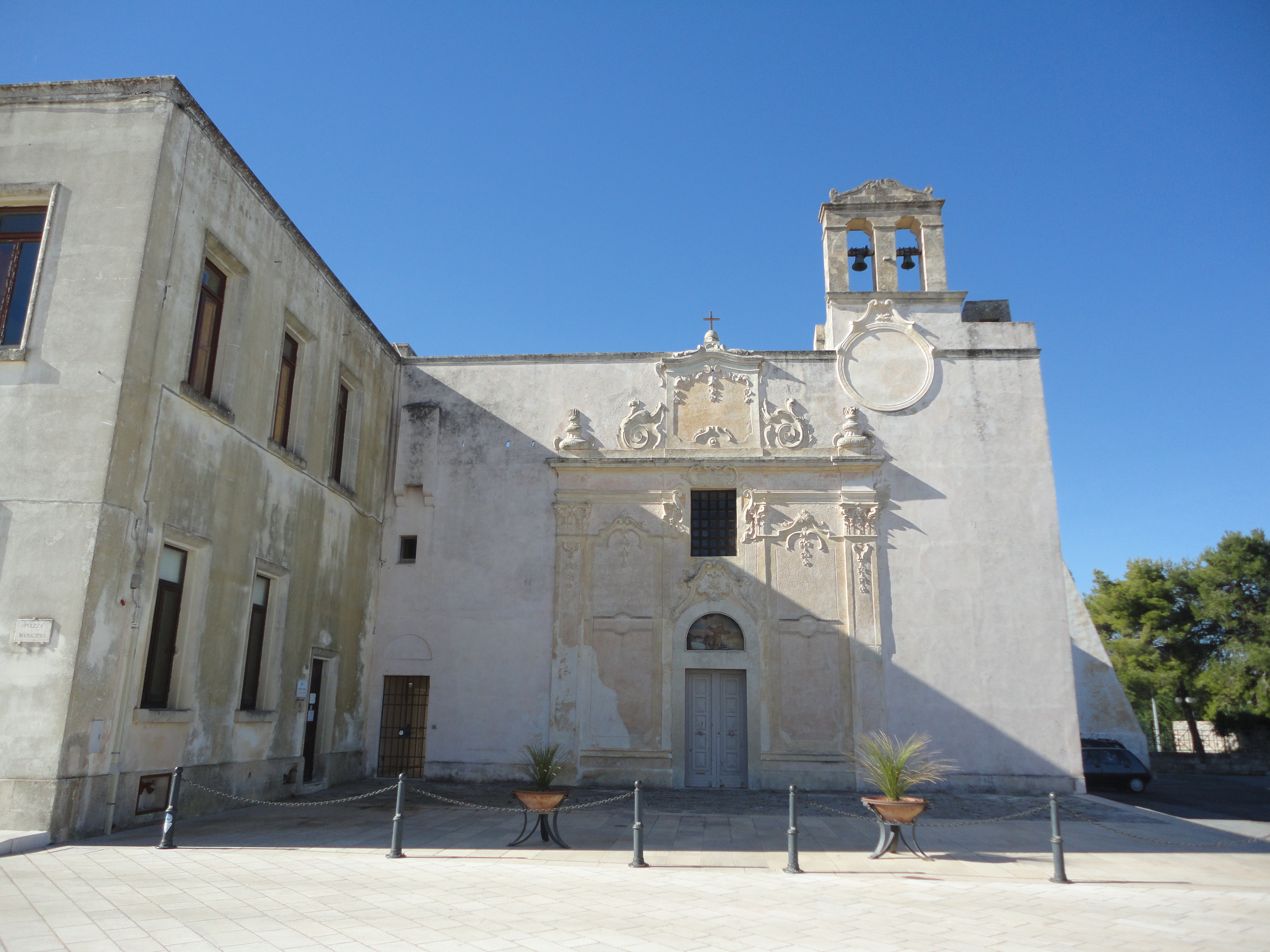
Chiesa di San Francesco d'Assisi

- Chiesa di San Francesco d'Assisi, è annessa all'ex convento dei Frati Cappuccini, edificato tra il 1614 e il 1619. La chiesa venne consacrata nel 1658, come risulta da due epigrafi. Il convento ospitò una comunità numerosa di frati Cappuccini e fu anche sede di studi teologici. Nel 1866 venne soppresso e due anni dopo l'amministrazione comunale lo acquistò e ottenne in uso la chiesa, riaperta al culto solo un secolo dopo, il 10 ottobre 1961 dopo un accurato restauro. La facciata fu realizzata nel 1773 in stile barocco. Possiede un campanile a vela. L'interno con pianta a doppia navata, risponde ai dettami dell'architettura cappuccina che prevede una navata principale funzionale al servizio del culto e della liturgia e una seconda, più piccola, atta a ospitare le cappelle con gli altari laterali.

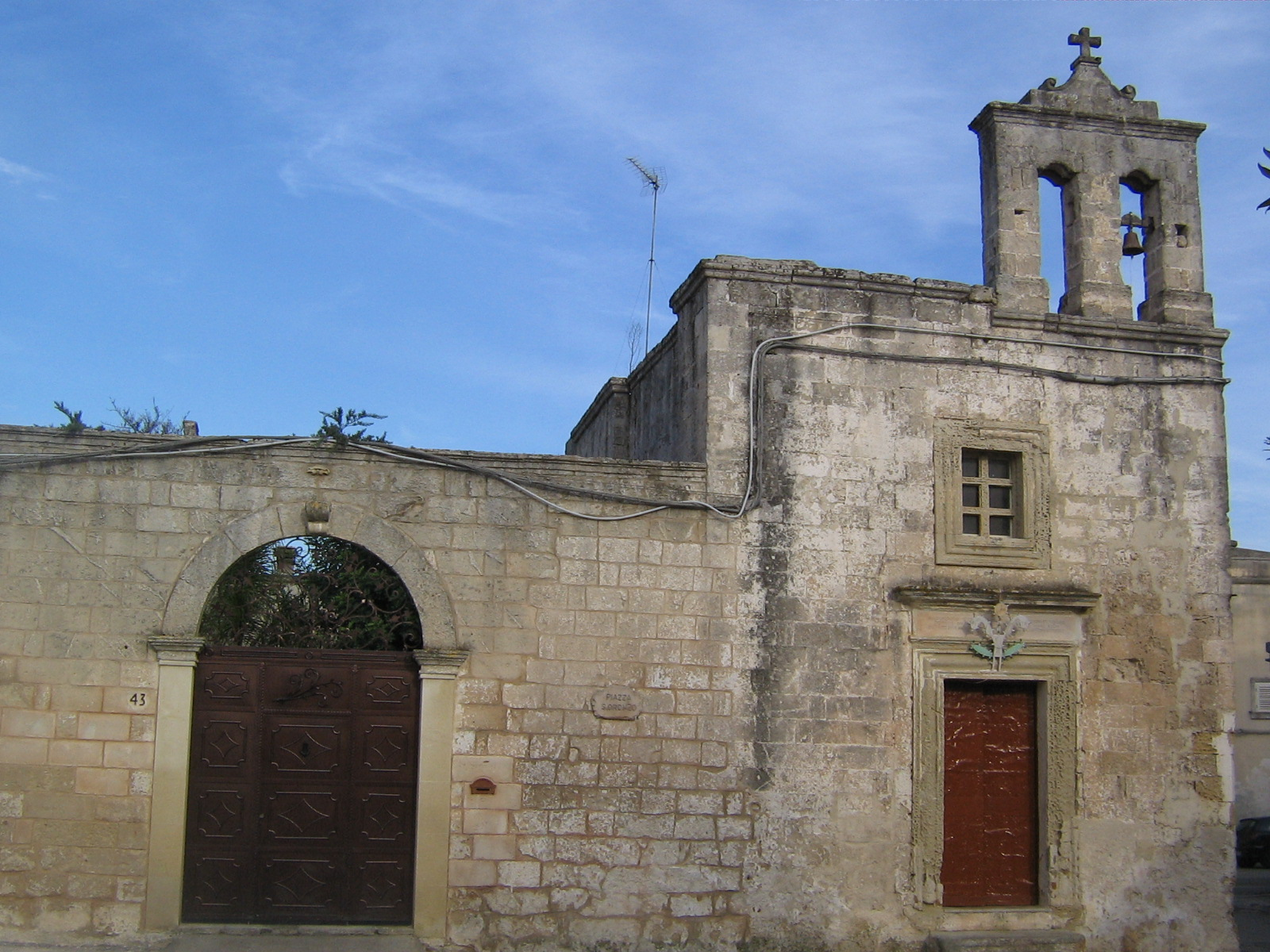
Cappella di Sant'Oronzo

- Cappella di Sant'Oronzo, fu edificata nel 1658 per devozione di Francesco Costantini. È anche alla Vergine Maria, a san Giuseppe e a san Gaetano da Thiene come riporta l'iscrizione sul portale. La piccola facciata si compone di un portale posto in asse con una finestra ed è coronata da un campanile a vela. L'interno, ad aula unica, presenta una copertura a stella di tipo alla leccese. Ospita un solo altare su cui sono affrescate le immagini dei titolari. La chiesa è annessa al seicentesco palazzo De Blasi. Nella piazza antistante è presente una seicentesca colonna di Sant'Oronzo in pietra leccese.

#### Altre chiese
- Chiesa di Santa Maria ad Nives, è situata in aperta campagna e fu costruita negli ultimi anni del XVI secolo. Al suo interno si notano alcuni resti di affreschi.
- Chiesa di San Sisinnio, risale al XVI secolo ma venne ricostruita nel XIX secolo in seguito ai gravi danni subiti dal passaggio dell'uragano che colpì il basso Salento il 10 settembre 1832.
- Chiesetta della Madonna di Costantinopoli.

### Siti archeologici

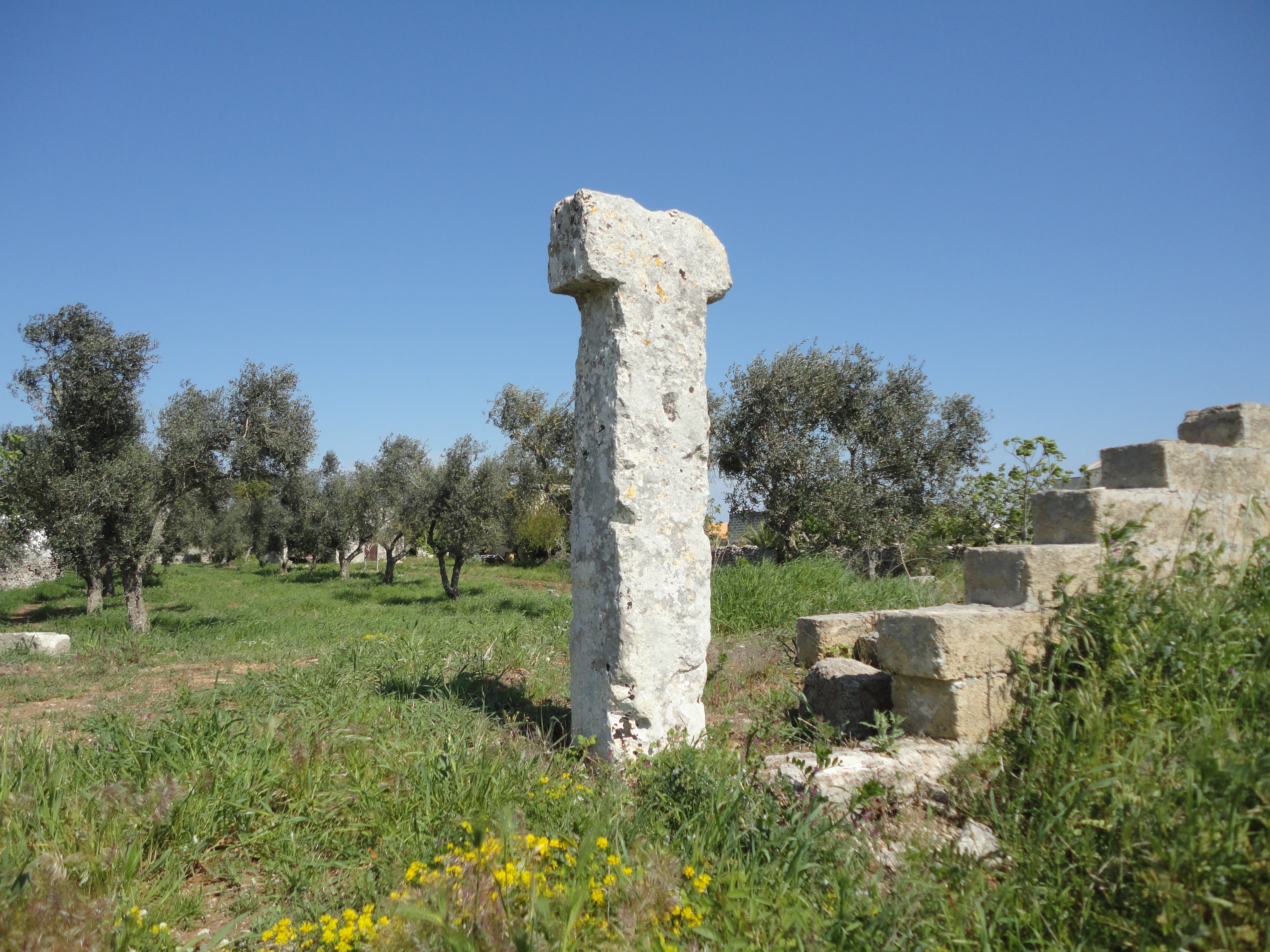
Menhir Vardare

#### Menhir Vardare
Di forma a T, il menhir (35 x 28 cm) fu rinvenuto nel 1980. Presenta una superficie corrosa con due croci graffite sul lato est. Sul braccio orizzontale del megalite, alto 1,73 metri, si trova una canaletta con una buca probabile sede di una croce. Un'altra buca e una croce incisa si trovano sul lato a ovest del braccio verticale. Il menhir prende il suo nome dal fondo in cui è situato.

## Società

### Evoluzione demografica
Abitanti censiti

### Etnie e minoranze straniere
Al 31 dicembre 2020 a Diso risultano presenti 83 cittadini stranieri. La nazionalità più rappresentata è:

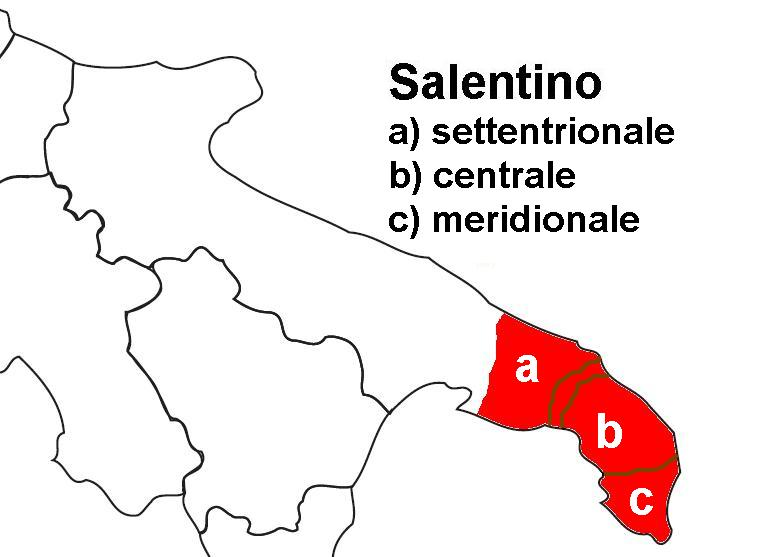
Diffusione del dialetto salentino

- Romania - 21

### Lingue e dialetti
Il dialetto parlato a Diso è il dialetto salentino nella sua variante meridionale. Il dialetto salentino si presenta carico di influenze riconducibili alle dominazioni e ai popoli stabilitisi in questi territori che si sono susseguite nei secoli: Messapi, Greci, Romani, Bizantini, Longobardi, Normanni, Albanesi, Francesi, Spagnoli.

### Istruzione

#### Biblioteche
- Biblioteca comunale[10].

#### Scuole
Nel comune di Diso hanno sede due scuole dell'infanzia, di cui una paritaria nella frazione di Marittima, due scuole primarie (di cui una nella frazione di Marittima) e una scuola secondaria di primo grado (nella frazione di Marittima) appartenenti al locale Istituto Comprensivo Statale.

### Religione
La maggior parte degli abitanti è di religione cattolica
Fa parte dell'Arcidiocesi di Otranto.

## Cultura

### Tradizioni e folclore

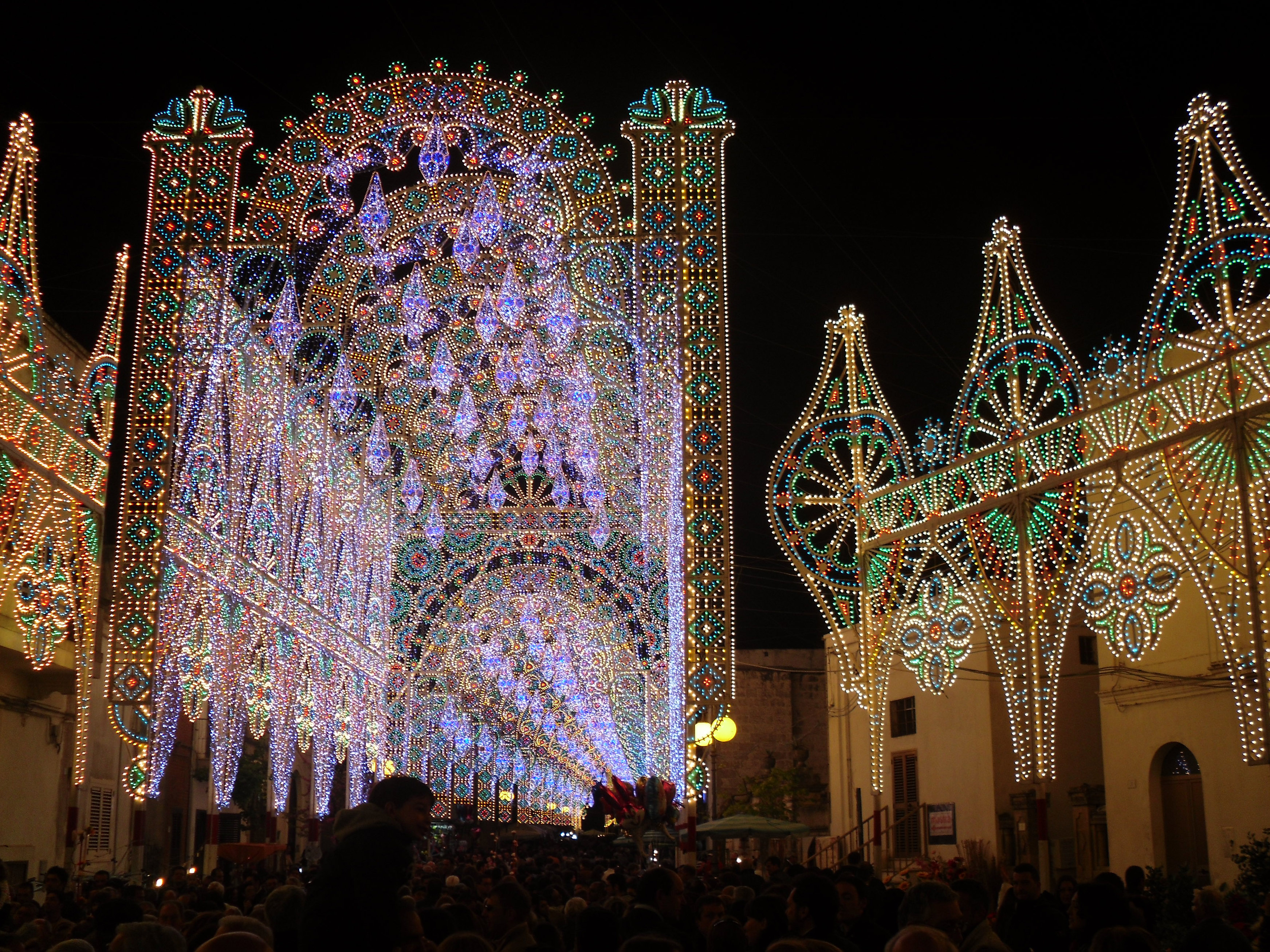
Luminarie per la festa

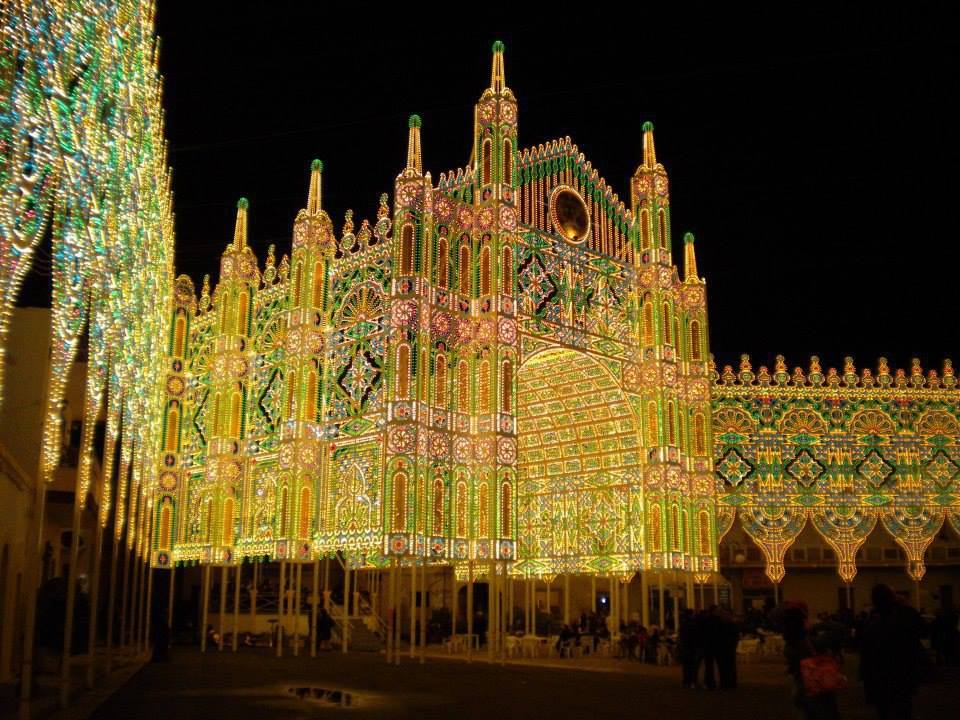

#### Festa Patronale dei Santi Apostoli Filippo e Giacomo
I festeggiamenti iniziano ufficialmente il 21 aprile, con l'avvio del novenario e con l'esposizione delle statue alla venerazione dei fedeli. Gli eventi civili si aprono la sera del 30 aprile con la prima accensione musicale delle rinomate luminarie, proseguono poi il 1° maggio con i concerti bandistici e si concludono il 2 e il 3 maggio con spettacoli di vario tipo, dalla musica popolare al cabaret.
Festival delle Luminarie
In occasione della secolare festa patronale dei Santi Filippo e Giacomo Diso è adornata da maestose e imponenti luminarie. Esse al calare del sole vengono accese a ritmo di musica in spettacoli, aventi luogo principalmente il 30 aprile e il 1° maggio, ad alto impatto visivo ed emotivo. Alcune tra le più importanti ditte di luminarie sono scelte e contattate dal comitato organizzatore della festa, che si rinnova ogni anno, per  allestire una particolare scenografia luminosa degna di omaggiare i santi patroni. Queste luminarie, tra le più tecnologicamente avanzate, vengono montate in tutte le principali piazze e vie del paese e sono progettate e costruite appositamente per l'evento.     Il Festival delle Luminarie richiama ogni anno migliaia di visitatori, anche da diverse parti d'Italia, ed è, per il suo valore artistico, candidato a diventare bene immateriale protetto dallo Unesco.

## Geografia antropica

### Frazioni
- Marittima

Posta a 99 metri s.l.m., conta 1 982 abitanti. È situata a sud del capoluogo comunale, da cui dista 2 km. La parte del paese che si affaccia sulla costa è denominata Marina di Marittima. Il primo documento scritto attestante la presenza del paese è del 1277 quando dai registri angioini si apprende che in quell'anno un certo "Rubeo de Soliaco" fu nominato "Signore del Casale di Marittima". Fu comune autonomo fino al 1809.

## Infrastrutture e trasporti

### Strade
I collegamenti stradali che interessano il comune sono:
- Strada statale 16 Adriatica;
- Strada provinciale 363, Maglie - Santa Cesarea Terme
- Strada Provinciale 81, Vaste-Diso-Tricase-Gagliano del Capo
- Strada Provinciale 82, Diso-Spongano
- Strada Provinciale 83, Diso-Vignacastrisi-Castro

## Amministrazione
Di seguito è presentata una tabella relativa alle amministrazioni che si sono succedute in questo comune.
| Periodo           | Periodo           | Primo cittadino          | Partito                                         | Carica              | Note   |
| ----------------- | ----------------- | ------------------------ | ----------------------------------------------- | ------------------- | ------ |
| 5 luglio 1988     | 11 settembre 1991 | Elio Cataldo Nuzzo       | Partito Socialista Italiano                     | Sindaco             | [ 15 ] |
| 16 settembre 1991 | 18 giugno 1992    | Beniamino Margiotta      |                                                 | Comm. straordinario | [ 15 ] |
| 18 giugno 1992    | 20 dicembre 1995  | Giovanni Nuzzo           | Democrazia Cristiana, Partito Popolare Italiano | Sindaco             | [ 15 ] |
| 2 gennaio 1996    | 28 aprile 1997    | Filippo Giacomo Rizzo    | Partito Popolare Italiano                       | Sindaco             | [ 15 ] |
| 28 aprile 1997    | 14 dicembre 2000  | Arturo De Giovanni       | L'Ulivo                                         | Sindaco             | [ 15 ] |
| 14 dicembre 2000  | 14 maggio 2001    | Giuseppe Romeo           |                                                 | Comm. straordinario | [ 15 ] |
| 14 maggio 2001    | 30 maggio 2006    | Fernando Antonio Minonne | Forza Italia                                    | Sindaco             | [ 15 ] |
| 30 maggio 2006    | 16 maggio 2011    | Fernando Antonio Minonne | lista civica                                    | Sindaco             | [ 15 ] |
| 16 maggio 2011    | 6 Giugno 2021     | Antonella Carrozzo       | lista civica Uniti per crescere                 | Sindaco             | [ 15 ] |
| 4 ottobre 2021    | "in carica"       | Salvatore Coluccia       | Lista civica Per Diso Marittima                 | Sindaco             |        |